# Seč (Ústí nad Orlicí-i járás)
Seč település Csehországban, az Ústí nad Orlicí-i járásban. Seč Podlesí, Orlické Podhůří, Koldín, Sudslava és Velká Skrovnice településekkel határos. Lakosainak száma 157 fő (2024. január 1.).

## Népesség
A település lakosságának változását az alábbi diagram mutatja:
| Lakosok száma | 254  | 206  | 203  | 156  | 163  | 136  | 158  | 158  | 157  | 157  |
|               | 1869 | 1890 | 1921 | 1950 | 1980 | 2001 | 2017 | 2019 | 2022 | 2024 |